# Stefan Strocen
Stefan Strocen (Buenos Aires, 23 de noviembre de 1930-Madrid, 29 de enero de 1999) fue un pintor, escultor, serigrafista, grabador y diseñador argentino. Se radicó en Madrid en 1978. Estaba casado con Flora Rey, también artista plástica.
Su obra recibió elogiosas críticas de personalidades como el poeta español José Hierro, el pintor mexicano Rufino Tamayo y el escritor y crítico argentino Manuel Mujica Lainez, entre otros.
Su obra se encuentra en numerosos museos y colecciones privadas de América y Europa, como la Essex Collection of Art from Latin America (Universidad de Essex), el Museo de Arte Contemporáneo Latinoamericano de La Plata (MACLA), etc.
Licenciado por la Escuela Nacional de Bellas Artes Prilidiano Pueyrredón de Buenos Aires como profesor de Dibujo y Pintura, donde posteriormente dicta cátedra, y por la Real Academia de Bellas Artes de San Fernando de Madrid. Colaboró con el Teatro de los Independientes de Buenos Aires. En 1960, al crearse el Fondo Nacional de las Artes de la República Argentina gana, por concurso, la primera beca que éste otorga y se instala en París, patrocinado por el Gobierno Francés.
También fue becado por el Ministerio de Artes y Ciencias de Países Bajos y por el British Council de Inglaterra.
Realizó más de 75 muestras internacionales y obtuvo numerosos premios.